# Sunderland A.F.C.
Sunderland Association Football Club là một câu lạc bộ bóng đá chuyên nghiệp Anh đặt trụ sở tại thành phố Sunderland ở miền Đông Bắc nước Anh. Sân nhà của câu lạc bộ là sân vận động Ánh sáng (Stadium of Light) từ khi chuyển từ sân Roker Park vào năm 1997. Các đối thủ truyền thống của Sunderland là hai câu lạc bộ Newcastle United và Middlesbrough. Hiện nay, câu lạc bộ đang thi đấu tại giải vô địch bóng đá Anh. Trong lịch sử của mình, Sunderland đã từng giành được chức vô địch quốc gia Anh tổng cộng 6 lần, vào các năm 1892, 1893, 1895, 1902, 1913 và 1936. Họ cũng giành được hai chiếc cúp FA vào các năm 1937 và 1973. Sunderland đã giành được chiếc cúp FA đầu tiên vào năm 1937 khi chiến thắng Preston North End 3-1 trong trận chung kết. Họ thi đấu liên tục 68 mùa giải ở giải đấu cao nhất nước Anh, cho đến khi bị xuống hạng hai lần đầu tiên vào năm 1958. Danh hiệu duy nhất mà Sunderland giành được sau Chiến tranh thế giới thứ 2 là chiếc cúp FA vào năm 1973 khi thắng Leeds United 1-0 trong trận chung kết. Mặc dù bị xuống hạng nhưng ở giải đấu hạng nhì, họ vẫn giành được 5 chức vô địch vào các mùa 1975-76, 1995-96, 1998-99, 2004-05 và 2006-07. Sunderland cũng đã có thời kì xuống chơi ở giải hạng Ba nhưng đã giành được chức vô địch giải đấu này vào mùa 1987-88 và sau đó lên trở lại các giải đấu cấp cao hơn.

## Lịch sử

### Những năm đầu thành lập
Sunderland thành lập năm 1879 với tên gọi là "Sunderland and District Teachers Association Football Club" bởi James Allan. Sunderland bắt đầu thi đấu ở giải The Football League vào mùa 1890-91 và thay thế cho Stoke City – đội bóng đã bị mất suất thi đấu ở The Football League, trở thành đội bóng đầu tiên thi đấu ở giải này kể từ khi giải được thành lập vào năm 1888 ngoài các thành viên sáng lập. Những năm cuối thế kỉ 19, Sunderland được gọi là "đội bóng của tất cả những tài năng" (Team of all talents) sau chiến thắng 7–1 trước Aston Villa. Họ giành chức vô địch ngay mùa 1891-92, chỉ một mùa giải sau khi thi đấu ở The Football League. Sunderland tiếp tục giành được chức vô địch mùa giải sau đó. Họ đã trở thành đội bóng đầu tiên thiết lập kỉ lục 100 bàn thắng trong một mùa giải cho tới mùa bóng 1919-20 thì mới bị West Bromwich Albion phá vỡ. Mùa bóng 1893-94, họ chỉ về nhì sau Aston Villa, nhưng sang mùa 1894-95, họ lại giành được chức vô địch với vị trí dẫn đầu cách biệt 5 điểm so với đội xếp thứ nhì là Everton. Sunderland sau khi giành chức vô địch Anh đã so tài với đội vô địch Scotland là Heart of Midlothian và họ giành chiến thắng 5–3. Mùa 1897-98, họ lại về nhì sau Sheffield United. Đó cũng là mùa giải cuối cùng họ chơi ở sân Newcastle Road khi dời về sân Roker Park mùa giải sau đó. Mùa 1900-01, họ lại về nhì nhưng mùa 1901-02, họ giành chức vô địch lần thứ tư trong lịch sử khi giành được ngôi đầu với cách biệt 3 điểm so với đội nhì bảng Everton. quay lại ngoại hạng Anh lần đầu ở mùa 1995/96 và sau đó rớt hạng ở mùa 1996/97 và chơi ngoại hạng nhất Anh mùa 1997/2002 và thăng hạng ngoại hạng Anh ở mùa 2002/03. Mùa 2002/03 Sunderland xuống hạng thành tích rất tệ khi chỉ giành 19 điểm sau 38 vòng đấu chơi ngoại hạng nhất Anh từ 2003/2005 và thăng hạng lên chơi ngoại hạng Anh. Mùa bóng 2005-06, Sunderland trở thành đội bóng tệ hại nhất trong lịch sử giải bóng đá ngoại hạng Anh vì chỉ giành được 15 điểm sau 38 trận, xếp cuối bảng xếp hạng và phải xuống hạng nhất. Kỉ lục này sau đó đã bị Derby County phá vào năm 2009 với chỉ 11 điểm sau 38 vòng đấu.
Đầu mùa bóng 2006-07, Sunderland thi đấu khá tệ và huấn luyện viên trưởng (đồng thời là Chủ tịch) Niall Quinn từ chức và trao quyền chỉ đạo cho cựu cầu thủ Manchester United, Roy Keane (và là đồng đội của Quinn trong đội tuyển bóng đá quốc gia Ireland trước đây). Với sự dẫn dắt của Keane, chỉ một năm sau xuống hạng, câu lạc bộ đã đoạt chức vô địch giải hạng nhất và giành quyền trở lại giải ngoại hạng mùa bóng sau.

## Cầu thủ

### Đội hình hiện tại
Tính đến 30 tháng 1 năm 2024
Ghi chú: Quốc kỳ chỉ đội tuyển quốc gia được xác định rõ trong điều lệ tư cách FIFA. Các cầu thủ có thể giữ hơn một quốc tịch ngoài FIFA.
| Số | VT | Quốc gia    | Cầu thủ                         |
| -- | -- | ----------- | ------------------------------- |
| 1  | TM | Anh         | Anthony Patterson               |
| 2  | HV | Wales       | Niall Huggins                   |
| 3  | HV | Anh         | Dennis Cirkin                   |
| 4  | TV | Bắc Ireland | Corry Evans (đội trưởng)        |
| 5  | HV | Bắc Ireland | Daniel Ballard                  |
| 6  | HV | Pháp        | Timothée Pembélé                |
| 7  | TV | Anh         | Jobe Bellingham                 |
| 8  | TV | Anh         | Elliot Embleton                 |
| 9  | TĐ | Bồ Đào Nha  | Luís Semedo                     |
| 10 | TV | Anh         | Patrick Roberts                 |
| 11 | TĐ | Anh         | Mason Burstow (mượn từ Chelsea) |
| 13 | TV | Anh         | Luke O'Nien                     |
| 14 | TĐ | Anh         | Romaine Mundle                  |
| 15 | TĐ | Ukraina     | Nazariy Rusyn                   |

| Số | VT | Quốc gia    | Cầu thủ                       |
| -- | -- | ----------- | ----------------------------- |
| 17 | TV | Pháp        | Abdoullah Ba                  |
| 18 | TV | Anh         | Ellis Taylor                  |
| 20 | TV | Anh         | Jack Clarke                   |
| 22 | TV | Pháp        | Adil Aouchiche                |
| 23 | HV | Hà Lan      | Jenson Seelt                  |
| 24 | TV | Anh         | Dan Neil                      |
| 28 | TV | Hungary     | Callum Styles (mượn Barnsley) |
| 30 | TM | Anh         | Nathan Bishop                 |
| 31 | TV | Anh         | Chris Rigg                    |
| 32 | HV | Bắc Ireland | Trai Hume                     |
| 33 | HV | Na Uy       | Leo Hjelde                    |
| 39 | TV | Pháp        | Pierre Ekwah                  |
| 42 | HV | Anh         | Aji Alese                     |
| 46 | TV | Anh         | Bradley Dack                  |

### Cho mượn
Ghi chú: Quốc kỳ chỉ đội tuyển quốc gia được xác định rõ trong điều lệ tư cách FIFA. Các cầu thủ có thể giữ hơn một quốc tịch ngoài FIFA.
| Số | VT | Quốc gia    | Cầu thủ                                                    |
| -- | -- | ----------- | ---------------------------------------------------------- |
| 12 | TĐ | Tây Ban Nha | Eliezer Mayenda (tại Hibernian đến 31 tháng 5 năm 2024)    |
| 19 | TĐ | Costa Rica  | Jewison Bennette (tại Aris đến 31 tháng 5 năm 2024)        |
| 25 | HV | Úc          | Nectarios Triantis (tại Hibernian đến 31 tháng 5 năm 2024) |
| 27 | TV | Anh         | Jay Matete (tại Oxford United đến 31 tháng 5 năm 2024)     |

| Số | VT | Quốc gia | Cầu thủ                                                     |
| -- | -- | -------- | ----------------------------------------------------------- |
| 45 | HV | Anh      | Joe Anderson (tại Shrewsbury Town đến hết mùa giải 2023-24) |
| —  | TM | Anh      | Alex Bass (tại AFC Wimbledon đến 31 tháng 5 năm 2024)       |
| —  | TV | Anh      | Jack Diamond (tại Carlisle United đến hết mùa giải 2023-24) |

## Thành tích
- Giải vô địch quốc gia: 6

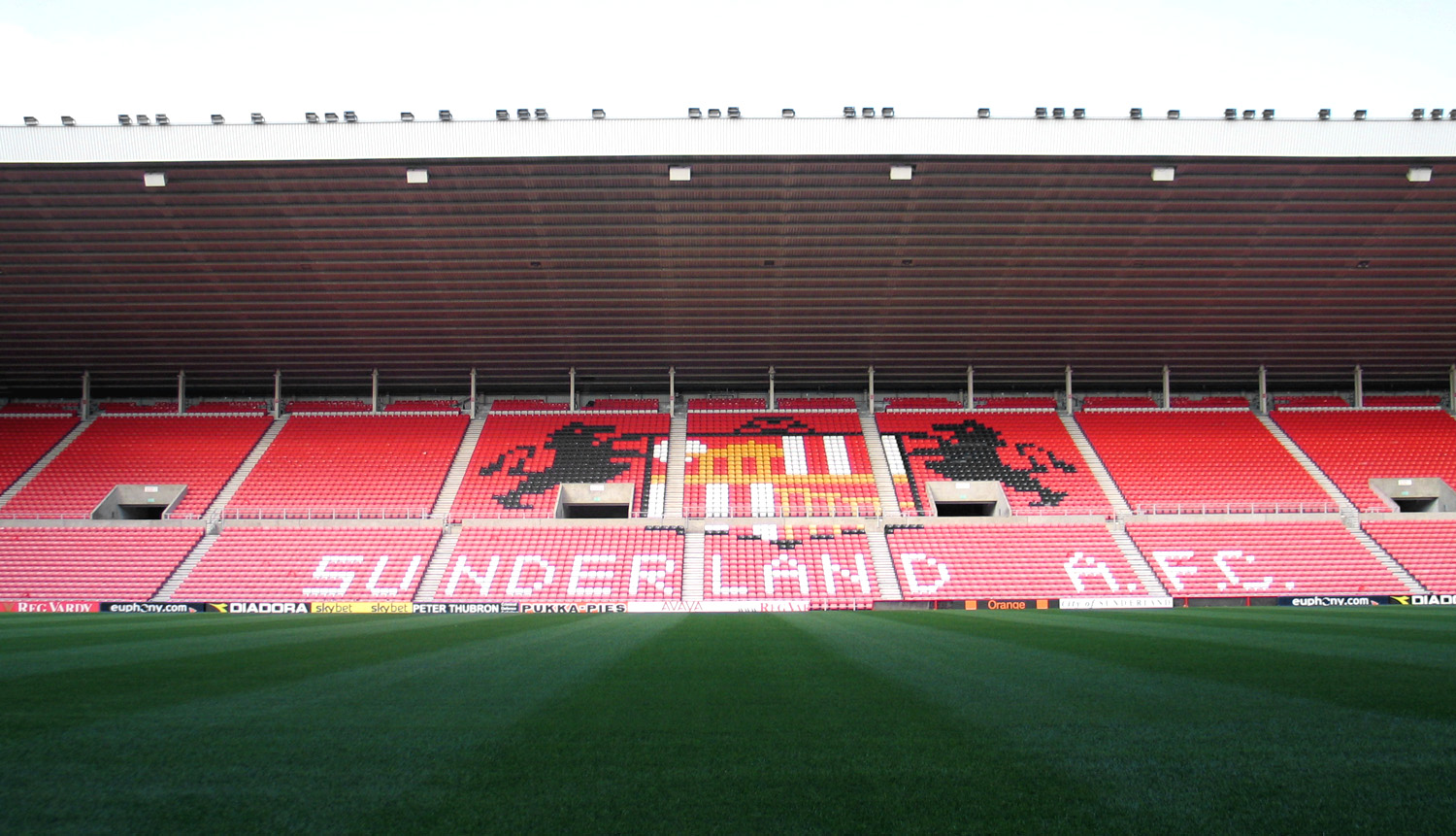
Sân vận động Ánh sáng

  - 1892, 1893, 1895, 1902, 1913 & 1936

(hạng nhì: 1894, 1898, 1901, 1923, 1935)
- Cúp FA: 2
  - 1937, 1973

(chung kết: 1913, 1992)
- Siêu cúp Anh: 1
  - 1936
- Giải hạng nhất Anh: 2
  - 2005 & 2007